# Tribalistas (video)
Tribalistas è un documentario musicale di Arnaldo Antunes, Carlinhos Brown e Marisa Monte, informalmente conosciuti come Tribalistas, pubblicato nel 2002 su DVD-Video in contemporanea all'omonimo album.

## Il video
Nel mese di aprile del 2002 Carlinhos Brown, Marisa Monte e Arnaldo Antunes si ritrovarono in sala d'incisione a Rio de Janeiro per incidere un gruppetto di canzoni che i tre amici e parceiros avevano composto un anno prima a Salvador de Bahia. Il risultato di queste sessioni fu il pluripremiato album Tribalistas.
Provarono per due giorni e poi registrarono ininterrottamente per altri 13, una canzone al giorno. Unici musicisti di supporto il polistrumentista Dadi Carvalho e il chitarrista Cézar Mendes, con la partecipazione di Margareth Menezes in una canzone di cui è coautrice.
Tutte le due settimane di registrazione furono riprese da Guilherme Ramalho e Dora Jobim con l'utilizzo di tre telecamere MiniDV. Il risultato fu sorprendente tanto che fu deciso di realizzarne un DVD da far uscire simultaneamente all'album.
Alla post produzione di Tribalistas si dedicò personalmente Marisa Monte insieme a Alê Siqueira e Flávio de Souza. Il disco, pronto a giugno, fu fatto uscire dalla Phonomotor di Marisa a novembre per aspettare il completamento del DVD e della sua colonna sonora in Dolby Digital 5.1.
Il video ripercorre le varie fasi della registrazione del disco. Alle immagini originali sono state poi sovrapposte le tracce audio definitive opportunamente masterizzare in Dolby Digital. Il tutto inframezzato a riprese dei momenti di pausa, di discussione e di prova in un clima quasi familiare e rilassato. Il risultato è certamente interessante vista anche la dotazione minima di apparecchiature di ripresa utilizzate.

## Contenuti
1. Carnavália - (Arnaldo antunes, Carlinhos Brown, Marisa Monte)
2. Um a um - (Arnaldo antunes, Carlinhos Brown, Marisa Monte)
3. Velha infância -  Arnaldo antunes, Carlinhos Brown, Marisa Monte, Dari Moraes)
4. Passe em casa - (Arnaldo antunes, Carlinhos Brown, Marisa Monte, Margareth Menezes)
5. O amor é feio - (Arnaldo antunes, Carlinhos Brown, Marisa Monte)
6. É você - (Arnaldo antunes, Carlinhos Brown, Marisa Monte)
7. Carnalismo - (Arnaldo antunes, Carlinhos Brown, Marisa Monte, Margareth Menezes)
8. Mary Cristo - (Arnaldo antunes, Carlinhos Brown, Marisa Monte)
9. Anjo da guarda - (Arnaldo antunes, Carlinhos Brown, Marisa Monte)
10. Lá de longe - (Arnaldo antunes, Carlinhos Brown, Marisa Monte)
11. Pecado é lhe deixar de molho - (Arnaldo antunes, Carlinhos Brown, Marisa Monte)
12. Já sei namorar - (Arnaldo antunes, Carlinhos Brown, Marisa Monte)
13. Tribalistas - (Arnaldo antunes, Carlinhos Brown, Marisa Monte)

## Formazione
- Arnaldo Antunes - voce
- Carlinhos Brown - voce, basso, percussioni
- Marisa Monte - voce, chitarra, tastiere, cavaquinho
- Dadi Carvalho - chitarra, chitarra elettrica, tastiere, basso, fisarmonica, cavaquinho
- Cézar Mendes - chitarra
- Margareth Menezes - chitarra, voce (in Passe em casa)